# Josef Eisl (Politiker, 1914)
Josef Eisl (* 25. Februar 1914 in Sankt Gilgen; † 19. Januar 1968 in Salzburg) war ein österreichischer Politiker (ÖVP) und Landwirt. Er war von 1949 bis 1968 Abgeordneter zum Salzburger Landtag und von 1965 bis 1968 Zweiter Landtagspräsident-Stellvertreter.
Eisl besuchte nach der Volksschule von 1929 bis 1931 die Landwirtschaftsschule Winklhof in Oberalm und übernahm 1931 den elterlichen, landwirtschaftlichen Betrieb in Sankt Gilgen, den Buchberghof. Politisch war er von 1946 bis 1953 als Bezirksparteiobmann der ÖVP im Flachgau aktiv, nach seiner Angelobung zum Abgeordneten des Salzburger Landtags am 1. Dezember 1949 war er von 1965 bis 1968 zudem Klubobmann der Salzburger Volkspartei und ab dem 6. Oktober 1965 Zweiter Landtagspräsident-Stellvertreter. Eisl schied am 19. Jänner 1968 aus dem Landtag aus. Auf lokalpolitischer Ebene engagierte sich Eisl zwischen 1945 und 1946 sowie von 1957 bis 1959 als Mitglied des Gemeinderates von St. Gilgen, danach war er von 1959 bis 1964 Mitglied der Gemeindevertretung. Weiters lenkte er die Geschicke seiner Heimatgemeinde von 1946 bis 1954 als Bürgermeister von St. Gilgen. Eisl war von 1964 bis 1968 auch Vizepräsident der Salzburger Landwirtschaftskammer und erhielt 1967 den Berufstitel Ökonomierat verliehen.